# Twins (Knock Out)
"Twins (Knock Out)" là đĩa đơn ra mắt của nhóm nhạc Hàn Quốc Super Junior 05, tiền thân của nhóm nhạc Super Junior hiện nay. Đĩa đơn được phát hành dưới dạng nhạc số vào ngày 8 tháng 11 năm 2005 và sau đó là xuất hiện trong album phòng thu đầu tiên của nhóm là SuperJunior05 (Twins) vào ngày 5 tháng 12 năm 2005.
Trước khi đĩa đơn "Twins (Knock Out)" được phát hành ở dạng nhạc số, Super Junior 05 đã trình diễn bài hát này cho sự ra mắt của nhóm trên chương trình âm nhạc Inkigayo của đài SBS vào ngày 6 tháng 11 năm 2005.

## Lịch sử
"Twins (Knock Out)" là một bản làm lại (cover) từ một ca khúc năm 2003 của nhóm nhạc đến từ Vương Quốc Anh, Triple Eight, có tên "Knockout". Ban nhạc Đài Loan Energy cũng đã cho phát hành một phiên bản Tiếng Quan Thoại của bài chỉ vài tháng sau đó, có tên là "Retreating Dark Files" (退魔錄). Không giống như bản gốc là một ca khúc nhạc Pop với ảnh hưởng của Hip hop, "Retreating Dark Files" lại là một bài thuộc thể loại electropop. Tuy nhiên, phiên bản của Super Junior 05, "Twins (Knock Out)", vẫn giữ nguyên thể loại âm nhạc như bài hát gốc kết hợp với âm bass mạnh mẽ và nhịp rap nhanh, khiến cho bài hát có xu hướng trở thành một bài dạng rap rock. Tên quảng bá của bài hát, TWINS, được thêm vào tiêu đề để phân biệt với bài hát gốc. Lời bài hát tiếng Hàn được viết bởi Yoo Young-jin, nói về sự tự lừa dối và sự thiếu quyết đoán của người đàn ông, đối lập với cảm giác giữa một người đang yêu và việc quyết định xem liệu anh ấy có nên tiếp tục yêu hay chống lại sự gắn bó với vận mệnh của mình.
Những bài còn lại trong đĩa đơn thì ít liên quan đến rock rap hơn, như "Way for love" là một ca khúc thể loại bubblegum pop trong khi "Over" và "L.O.V.E" thì hoàn toàn là những ca khúc theo dòng pop chính thống với một chút R&B. Bản Ballad đầu tiên của nhóm, "You are the one" có giai điệu hài hòa nhẹ nhàng pha chút R&B.
Những bài hát trong đĩa đơn này cũng được phát hành ở dạng CD một tháng sau đó trong album phòng thu đầu tiên của Super Junior với tên là "SuperJunior05 (Twins)", là album ra mắt chính thức của Super Junior 05.

## Video âm nhạc
MV cho ca khúc được ghi hình trong một studio. Phần lớn các cảnh trong MV là cảnh nhảy, các thành viên được bao quanh bởi lửa và cả những cảnh đối lập với lửa như là bầu trời xanh. Giống như bài hát và phong cách âm nhạc của bài, vũ đạo trong MV "Twins (Knock Out)" cũng bao gồm những điệu nhảy nhanh và khó. Những động tác giật ở cổ tay, khuỷu tay và những khớp khác trên tay và chân, là một dạng của điệu nhảy robot, được sử dụng một cách đa dạng trong bài. Những động tác hip hop khác, như popping, locking, cũng được sử dụng với tần suất cao. Không giống như những điệu nhảy khác của Super Junior, điệu nhảy trượt gối (sliding), lượn sóng (waving), và những điệu nhảy nhẹ nhàng khác được sử dụng rất ít trong vũ đạo bài hát này. Điệu nhảy Đại bàng bay là một điểm nhấn của toàn bộ vũ đạo bài hát, ở đoạn mở đầu và đoạn dance bridge giữa bài, các thành viên sẽ tạo nên hình đại bàng sải cánh.

## Danh sách bài hát
1. "차근차근 (Way for Love)" — 3:17
2. "Twins (Knock Out)" — 3:21
3. "You Are the One" — 3:52
4. "Over" — 3:16
5. "L.O.V.E." — 3:37
6. "Twins (Knock Out)" [Instrumental] — 3:20

## Thành phần tham gia
| - Leeteuk – hát (phần chính) - Heechul – hát (rap, điệp khúc) - Han Geng – hát (phần chính) - Yesung – hát (phần chính) - Kangin – hát (điệp khúc) - Sungmin – hát (phần chính, điệp khúc) - Eunhyuk – hát (rap) - Donghae – hát (rap) - Siwon – hát (phần chính) - Ryeowook – hát (phần chính, điệp khúc) - Kibum – hát (rap) | - Super Junior - Yoo Young-jin - Kim Hyun Ah |